# Важдаев, Виктор Моисеевич
Виктор Моисеевич Важдаев (настоящая фамилия Рубинштейн; 1908—1978) — русский советский писатель-сказочник и этнограф.

## Биография
Третий сын философа и педагога М. М. Рубинштейна. Брат — физикохимик Александр Рубинштейн.
В молодости, собирая фольклор народов СССР, много путешествовал по стране, в частности, по поручению А. М. Горького совершил поездку в Казахстан.
В 1950 году в №1 журнала «Новый мир» опубликовал разгромную статью о творчестве Александра Грина «Проповедник космополитизма: Нечистый смысл „чистого искусства“ Александра Грина»: 

из-под пера Грина вышли чудовищные, гнусные страницы
Был известным коллекционером бумажных денег (бонистом).
Похоронен на Введенском кладбище (8 уч.).

## Семья
- Жена — Людмила Ивановна Скорино (1908—1999), литературный критик, второй заместитель редактора журнала «Знамя» в 1949—1976 годах.
- Двоюродная сестра и её муж — библиограф и краевед, заведующая отделом редкой книги научной библиотеки Иркутского университета Анна Гдальевна Боннер (1902—1975)[2] и доктор экономических наук, профессор Московского института народного хозяйства имени Г. В. Плеханова Лев Матвеевич Мордухович (1902—1989).
- Дочь другой двоюродной сестры — правозащитница Елена Георгиевна Боннэр[3].

## Сочинения[4]

### Детская литература
- Важдаев В. М. Волшебная калебаса: По мотивам сказок зулу: Африка: [Для старш. дошкольного и младш. школьного возраста]. — М.: Малыш, 1970. — 48 с. — (Серия сказок советских писателей «Дружба и братство – сильнее богатства»). — 200 000 экз.
- Важдаев В. М. Волшебная птица : По мотивам латыш. нар. сказок : [Для дошк. возраста]. — М.: Малыш, 1978. — 24 с. — (Сказки 15-ти сестер). — 200 000 экз.
- Важдаев В. М. Волшебные спицы : По мотивам нем. нар. сказок : [Для мл. школьного возраста]. — М.: Малыш, 1976. — 40 с. — 200 000 экз. Архивировано 11 мая 2009 года.
- Важдаев В. М. Ганс Христиан Андерсен: Очерк жизни и творчества. — М.: Детгиз, 1957. — 117 с. — 10 000 экз.
- Важдаев В. М. Два ослика: Сказка: [Книжка-картинка]. — М.: Малыш, 1964. — 10 с. — 650 000 экз.
- Важдаев В. М. Капля меду : По мотивам арм. нар. сказок : [Для ст. дошкольного возраста]. — М.: Малыш, 1977. — 24 с. — (Сказки 15-ти сестер). — 150 000 экз.
- Важдаев В. М. Король-подпасок: [Сказка: Для старш. дошкольного и младш. школьного возраста]. — М.: Малыш, 1966. — 48 с. — (Без труда – нет добра). — 200 000 экз.
- Важдаев В. М. Кто победил?: По мотивам юж.-америк. сказок: [Для старш. дошкольного и младш. школьного возраста]. — М.: Дет. мир, 1959. — 20 с. — 225 000 экз.
- Важдаев В. М. Мальчик с пальчик – партизан: (Сказка старая, да на новый лад): [Для младш. школьного возраста]. — М.: Малыш, 1966. — 32 с. — (Солдатом быть – Родине служить). — 200 000 экз.
- Важдаев В. М. Не сегодня, не вчера это было... : Сказки : [Для дошк. возраста]. — М.: Малыш, 1983. — 95 с. — 100 000 экз. || . — М.: Малыш, 1988. — 91 с. — 200 000 экз.
- Важдаев В. М. Ольховая чурка: По мотивам карел. нар. сказки: [Для старш. дошкольного и младш. школьного возраста]. — М.: Малыш, 1968. — 47 с. — (Серия сказок советских писателей «Дружба и братство – сильнее богатства»). — 200 000 экз.
- Важдаев В. М. Почему пел соловей: [По мотивам сказок народов Востока: Для мл. школьного возраста]. — М.: Малыш, 1974. — 18 с. — 150 000 экз.
- Важдаев В. М. Пэкалэ и Тындалэ : По мотивам молд. сказок : [Для ст. дошк. возраста]. — М.: Малыш, 1977. — 26 с. — (Сказки 15-ти сестер). — 150 000 экз. || . — М.: Малыш, 1980. — 26 с. — 200 000 экз.
- Важдаев В. М. Самый сильный: По мотивам казах. сказок: [Для младш. школьного возраста]. — М.: Дет. мир, 1960. — 16 с. — 125 000 экз.
- Важдаев В. М. Семь братьев: [Книжка-картинка: Для младш. возраста]. — М., 1964. — 8 с. || . — М., 1966. — 10 с. — 300 000 экз.
- Важдаев В. М. Семь дружных братьев: Сказка: Для дошкольного возраста. — М.: Малыш, 1972. — 14 с. — 150 000 экз. || . — М.: Малыш, 1975. — 14 с. — 150 000 экз.
- Важдаев В. М. Сказка о бывалом солдате, царе и двенадцати разбойниках: (По мотивам рус. нар. сказок): [Для мл. шк. возраста]. — М.: Малыш, 1968. — 32 с. — (Солдатом быть – Родине служить). — 200 000 экз.
- Важдаев В. М. Сказка о еловой шишке и серой мышке: [Для старш. дошкольного возраста]. — М.: Малыш, 1969. — 47 с. — (Серия сказок советских писателей. Сказка – ложь, да в ней намёк, добрым молодцам урок). — 200 000 экз.
- Важдаев В. М. Сказки: [Для старш. дошкольного и младш. школьного возраста]. — М.: Малыш, 1968. — 63 с. — 100 000 экз.
- Важдаев В. М. Степные сказки: (По мотивам сказок казах. народа): [Для младш. школьного возраста]. — М.: Дет. мир, 1963. — 20 с. — (Сказки советских писателей. Вып. 2). — 100 000 экз.
- Важдаев В. М. Толщина и шестеро тощих: Сказка: [Для младш. и сред. школьного возраста]. — М.: Дет. мир, 1962. — 16 с. — 100 000 экз.
- Важдаев В. М. Три мужика – три простака : [По мотивам болг. сказок : Для мл. шк. возраста]. — М.: Малыш, 1978. — 18 с. — 300 000 экз.
- Важдаев В. М. Три подарка : Сказка: [Для мл. шк. возраста]. — М.: Сов. Россия, 1973. — 18 с. — 300 000 экз.
- Важдаев В. М. Хан и Табунщик : По мотивам каз. нар. сказок: [Для младш. школьного возраста]. — М.: Дет. мир, 1960. — 20 с. — 125 000 экз. || …: По мотивам каз. фольклора : [Для ст. дошкольного и младш. школьного возраста]. — М.: Малыш, 1970. — 16 с. — (Сказки 15-ти сестёр). — 200 000 экз. || . — М.: Малыш, 1977. — 150 000 экз.
- Важдаев В. М. Хвастун Барамба: По мотивам африк. нар. сказок: [Для дошкольного возраста]. — М.: Дет. лит, 1966. — 16 с. — 300 000 экз.
- Важдаев В. М. Хитрый Йа и умный Йо: [Для мл. шк. возраста]. — М.: Дет. мир, 1962. — 23 с. — (Сказки советских писателей). — 110 000 экз.
- Важдаев В. М. Чёрная жемчужина: (По мотивам африк. фольклора): [Для младш. возраста]. — М.: Дет. лит, 1969. — 22 с. — 100 000 экз.
- Важдаев В. М., Краснова А. Два жадных медвежонка: Венг. сказка: [Для дошкольного возраста] / Пер. и обработка В. Важдаева, А. Красновой. — М.: Детгиз, 1958. — 15 с. — (Мои первые книжки). — 1000 экз. || . — М.: Детгиз, 1961. — 1 000 000 экз. || . — М.: Детгиз, 1963. — 750 000 экз. || . — М.: Дет. лит, 1965. — 500 000 экз.
- Волшебная кисть: Сказки зарубежных стран / Сост., предисл. и общая ред. В. Важдаева. — М.: Детгиз, 1957. — 455 с. — (Школьная б-ка для нерусских школ. Для семилет. школы). — 50 000 экз. || Важдаев В. М. Волшебная кисть: Сказки зарубежных стран. — М., 1962.
- Игла, белка и рукавица: Карел. сказки / Пересказал для детей В. Важдаев; собирательница народного творчества У. М. Коннка. — М.: Детгиз, 1960. — 158 с. — 100 000 экз. || Карельские народные сказки / Пересказал для детей В. Важдаев; сост.: У. М. Коннка. — М.: Дет. лит, 1972. — 127 с. — (Школьная б-ка [Для нач. школы]). — 150 000 экз. || Карельские народные сказки: [Для мл. шк. возраста] / Пересказал для детей В. Важдаев. — М.: Дет. лит, 1984. — 158 с. — 100 000 экз.
- Кузовок : Рус. нар. сказки в обраб. В. Важдаева : [Для дошк. возраста]. — М.: Малыш, 1978. — 26 с. — (Сказки 15-ти сестер). — 200 000 экз. || . — М.: Малыш, 1987. — 22 с. — 300 000 экз.
- Мудрая черепаха: Сказки народов мира / Сост., предисл. и общ. ред. В. Важдаева. — М.: Дет. лит, 1965. — 192 с. — (Школьная б-ка для нерусских школ. [Для восьмилет. школы]). — 50 000 экз.
- Мудрый волк : [Для мл. шк. возраста] / Пересказал В. Важдаев. — М.: Малыш, 1973. — 26 с. — (Сказки 15 сестер. Белорусские народные сказки). — 300 000 экз. || . — М.: Малыш, 1979. — 200 000 экз.
- Петушок с красным гребешком: Карел. сказка: [Для ст. дошк. и младш. школьного возраста] / Пересказал В. Важдаев. — М.: Малыш, 1968. — 22 с. — 300 000 экз. || . — 2-е изд. — М.: Малыш, 1969. — 20 с. — 300 000 экз. || . — М.: Малыш, 1970. — 20 с. — 150 000 экз. || . — М.: Малыш, 1974. — 22 с. — 150 000 экз. || Петушок с красным гребешком : [Карел. нар. сказка в обраб. В. Важдаева : Для дошк. возраста]. — М.: Малыш, 1991. — 26 с. — (Сказки разных народов). — 500 000 экз. — ISBN 5-213-00501-2.
- Пых: Белорус. нар. сказки / Сост. и общ. ред. В. М. Важдаева. — М.: Малыш, 1965. — 44 с. — (Без труда нет добра). — 200 000 экз.
- Пять добрых друзей: Сказки народов мира: [Для детей] / Сост.: В. Важдаев. — Пермь: Кн. изд-во, 1989. — 238 с. — 50 000 экз. — ISBN 5-7625-0167-1.
- Сказка об Иване-царевиче и Сером Волке [Для старш. дошкольного и мл. школьного возраста] / Рассказал В. М. Важдаев. — М.: Малыш, 1967. — 48 с. — 150 000 экз. || . — М.: Малыш, 1972. — 79 с. — 150 000 экз.

### Этнографические труды
- Важдаев В. М. По стойбищам народа нибах: [Племя гиляков при сов. строе]. — М.: Мол. гвардия; 18 тип. треста «Полиграфкнига», 1934. — 187 с. — 10 000 экз.

### Политическая сатира
- Важдаев В. М. Золотая рыбка: Сказка старая, да на новый лад. — Свердловск: Урал. рабочий, 1943. — 12 с. — 40 000 экз.
- Важдаев В. М. Пузырь, соломинка и лапоть: Сказка старая на новый лад. — Свердловск: Уральский рабочий, 1944. — 12 с.
- Важдаев В. М. Сказки: Старые, да на новый лад. — Красноуфимск: Гослитиздат, 1942. — 62 с.
- Важдаев В. М. Терем-тюремок. — Свердловск: ОГИЗ; Челябгиз, 1943. — 14 с.

## Экранизации
- 1988 — Лев и 9 гиен — мультипликационный фильм режиссёра Галины Бариновой.